# Isak Simon Bloch
Isak Simon Bloch (asi 1805 Kundratice – 1878 Hartmanice) byl židovský podnikatel a továrník. V blízkosti šumavských Hartmanic vlastnil několik provozoven, ve kterých pracovalo až 300 lidí při výrobě skla, zrcadel a staniolu.

## Život
Podnikání ve sklářství zahájil Isak Bloch v roce 1836. V dubnu 1861 získal hamr v blízkém Chlumu, kde založil továrnu, v níž se válcovaly cínové fólie pro výrobu zrcadel a obalového materiálu.
V roce 1863 založil brusírny, leštírny a fazetovny zrcadel v dnes zaniklé osadě Frauenthal. Stroje na úpravu skla pohánělo pět vodních kol, které získávaly vodu z kilometr dlouhého náhonu z Křemelné. Brousila se zde židovská zrcátka. V letech 1872–1873 byla postavena nová brusírna, kde se připravovala i velká zrcadlová skla. Třetí brusírna vznikla v roce 1882 v tzv. Dolním Frauenthalu. Rozvoj podniku vedl k rozkvětu osady, kde vznikla také kovárna, hájovna, hostinec, obytné domy nebo obchod. Byla zde otevřena i škola, do které děti chodily od roku 1890 do konce 2. světové války.

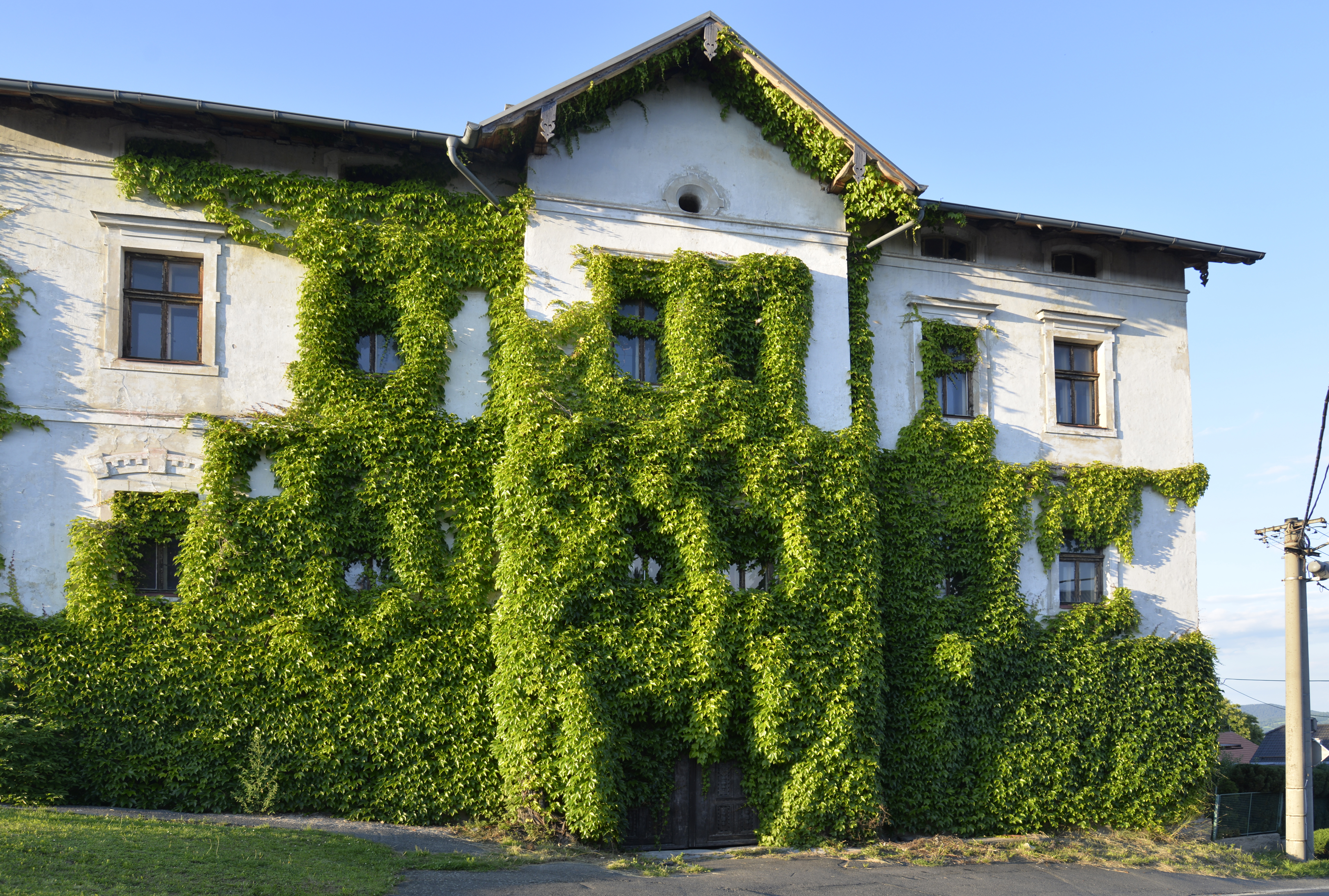
Blochův dům na hartmanickém náměstí (2016)

V roce 1863 koupil Bloch dům na náměstí v Hartmanicích, který si v letech 1869–1870 nechal přestavět na dvoupatrovou rodinnou vilu (jejím stavitelem byl Georg Beywl). Stále je zde dominantní stavbou, je však opuštěná a chátrá. Před vilou si podnikatel nechal postavit kamennou kašnu, která stále stojí, ale v roce 1997 byla přemístěna více ke středu náměstí.
Dne 21. května 1871 se Isak Bloch stal předsedou židovské náboženské obce v Hartmanicích. Marně usiloval o její autonomii. Podílel se na vzniku zdejší synagogy, která byla slavnostně zasvěcena 26. května 1884. Projektoval ji také Georg Beywl. V Hartmanicích se tehdy k židovské víře přihlásilo 102 obyvatel z 863.

## Další osudy rodu
Výroba ve Frauenthalu se zastavila o Vánocích 1932 poté, co byla postavena moderní sklárna v Chodově u Karlových Varů.
Blochův vnuk s rodinou se rozhodl z obav o život v roce 1939 Šumavu opustit a odstěhoval se do Velké Británie. Majetek rodiny v Čechách byl později vyvlastněn.
Frauenthal po vysídlení Němců pustl, později se stal armádním cvičištěm a veškeré stavby byly srovnány se zemí.
V květnu 2016 byla Isaku Blochovi na hartmanické škole odhalena pamětní deska.